# Ahmed bin Fahd Al Sa'ud
Aḥmed bin Fahd Āl Saʿūd (Riad, 9 settembre 1986) è un principe, politico e filantropo saudita, membro della famiglia reale Āl Saʿūd.

## Primi anni di vita, famiglia e formazione
Il principe Ahmed è nato a Riad il 9 settembre 1986 ed è figlio del principe Fahd bin Salman, il figlio maggiore di re Salman. Sua madre Nouf è figlia del noto imprenditore Khalid bin Abd Allah bin Abd al-Rahman Al Sa'ud. La famiglia della madre controlla la holding Mawarid, che possiede tra le altre OSN, uno delle più grandi televisioni via satellite del Medio Oriente  e la filiale locale di American Express.
Il principe ha un fratello, Sultan, e due sorelle Sara e Rima.
Ahmed ha ricevuto la sua educazione primaria a Dhahran. Ha poi frequentato le scuole medie e superiori nella capitale. Si è diplomato nel 2003. Nel 2007 si è laureato in giurisprudenza all'Università Re Sa'ud. Inoltre, ha seguito molti corsi di specializzazione in materia di ricerca, gestioni patrimoniale, brokeraggio e investimento bancario organizzati dalla Jadwa Investment Corporation.

## Carriera
Nel 2014 ha lavorato nel dipartimento digli affari politici in un'ambasciata del regno.
Il 22 aprile 2017 è stato nominato vice governatore della Provincia Orientale. Questa regione è di vitale importanza per il regno in quanto sede del più grande giacimento petrolifero a terra del mondo. In questa provincia si trovano anche Abqayq, il più grande impianto al mondo di lavorazione del petrolio, e il giacimento di Ghawar. Questa provincia è importante anche perché raccoglie la gran parte della minoranza sciita del regno.
Il mandato del principe Ahmed è terminato il 12 dicembre 2023, quando il re ha chiamato a succedergli il principe Sa'ud bin Bandar bin Abd al-Aziz Al Sa'ud.

## Beneficenza
Il principe è noto per le attività di beneficenza e i contributi umanitari. Fa parte di numerose associazioni e organizzazioni di beneficenza. È membro onorario dell'Associazione dei bambini disabili di Riad e membro del comitato di sviluppo dell'Organizzazione di beneficenza per la cura degli orfani (Insan). Di quest'ultima, già dal 13 aprile 2013, faceva parte del consiglio di amministrazione.